# Национальный симфонический оркестр Итальянского радио
Национальный симфонический оркестр Итальянского радио (полное название — Национальный симфонический оркестр Итальянского радио и телевидения, итал. Orchestra Sinfonica Nazionale della RAI) — симфонический оркестр Италии. Один из крупнейших современных государственных оркестров страны.
Сокращение RAI (итал. Radio Audizioni Italiane) с 1944 года относилось к Итальянскому радио, с 1954 года — к Итальянскому радио и телевидению (без изменения аббревиатуры). 
Оркестр был образован в 1994 году в результате слияния четырёх региональных оркестров RAI — Турина (старейшее отделение, с 1931), Рима, Милана и Неаполя. 
Штаб-квартира оркестра находится в Турине. Главная концертная площадка в Турине — зал Auditorium RAI (1952; бывший Королевский ипподром Виктора Эммануила II). 
Объединённый оркестр возглавляли Р. Фрюбек де Бургос, Ю. Вальчуга и Дж. Конлон. Им дирижировали Ж. Претр, Э. Инбал, В. А. Гергиев, З. Мета, Дж. Тейт, Ф. Луизи, К. Эшенбах, Д. Гатти, Д. Хардинг и другие.
В разные годы региональными оркестрами RAI руководили В. Гуи, К. М. Джулини, Н.Сандзоньо, Дж. Синополи и др.; ими дирижировали К. Аббадо, Г. фон Караян, А. Тосканини, В. Фуртвенглер, С. Челибидаке и другие известные музыканты.
Оркестр гастролировал по всему миру (кроме США), в октябре 2015 года — в России.

## Руководители оркестра
- Р. Фрюбек де Бургос (2001—2007)
- Юрай Вальчуга[англ.] (2009—2016)
- Джеймс Конлон[англ.] (2016—2020)

Со второй половины 2020 г. должность главного дирижёра вакантна. С 2021 года главный приглашённый дирижёр — Роберт Тревиньо, почётный дирижёр — Фабио Луизи.